# Liste der Monuments historiques in Saulxures-lès-Nancy
Die Liste der Monuments historiques in Saulxures-lès-Nancy führt die Monuments historiques in der französischen Gemeinde Saulxures-lès-Nancy auf.

## Liste der Immobilien
| Bezeichnung          | Beschreibung                                                                 | Standort                 | Kennzeichnung | Schutzstatus   | Datum | Bild |
| -------------------- | ---------------------------------------------------------------------------- | ------------------------ | ------------- | -------------- | ----- | ---- |
| Château de Saulxures | Schloss, 1730 erbaut; einschließlich der Wirtschaftsgebäude und der Terrasse | Avenue du Château (Lage) | PA00106367    | Classé Inscrit | 1979  |      |

## Liste der Objekte
| Bezeichnung     | Beschreibung    | Standort                       | Kennzeichnung | Schutzstatus | Datum | Bild |
| --------------- | --------------- | ------------------------------ | ------------- | ------------ | ----- | ---- |
| Wandvertäfelung | Holz, nach 1730 | im Château de Saulxures (Lage) | PM54001166    | Classé       | 1979  |      |